# 笠置村 (愛媛県)
笠置村（かさぎむら）は、愛媛県東宇和郡にあった村。現在の西予市宇和町の北西部、予讃線・伊予石城駅の周辺にあたる。

## 地理
- 河川 ： 深ヶ川

## 歴史
- 1889年（明治22年）12月15日 - 町村制の施行により、岩木村・郷内村・小原村の区域をもって発足。
- 1929年（昭和4年）12月1日 - 山田村と合併して石城村が発足。同日笠置村廃止。

## 交通

### 鉄道路線
現在は旧村域に予讃線の伊予石城駅が所在するが、当時は未開業。